# Wellness-szálloda

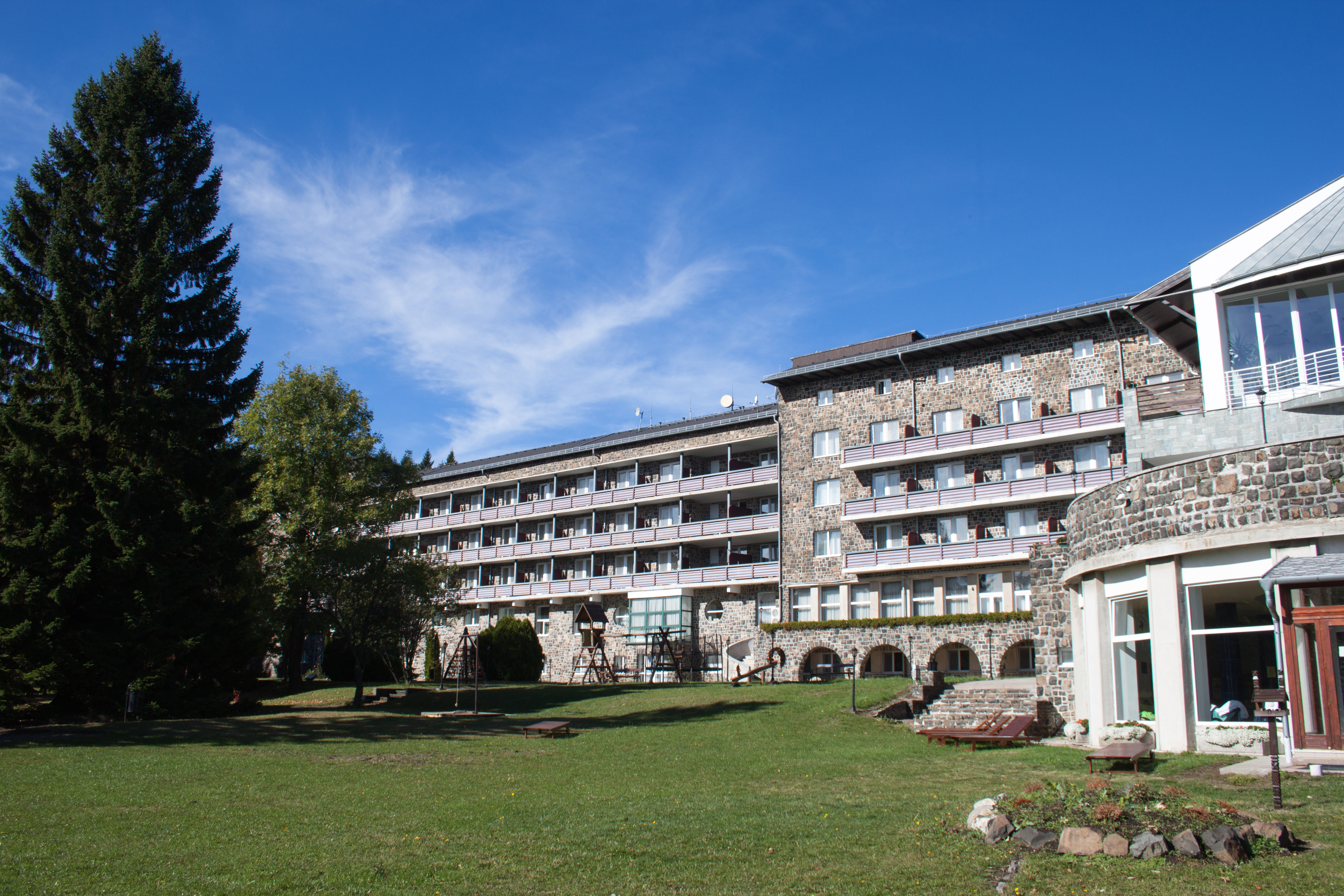
Egy magyarországi wellness-szálloda

A wellness-szálloda és/vagy fitneszszálloda olyan kereskedelmi szálláshely, mely a vendégek részére szállást, ellátást, illetve az egészséges életmódot, erőnlétet, betegségmegelőzést szolgáló egyéb programlehetőségeket kínál.
Kiegészítő szolgáltatásként wellness-szállodákban előfordul:
- hagyományos gyógykezelés: szakorvos, tanácsadás egészséges életmódhoz, diétás tanácsadás, balneoterápia, hidroterápia, pakolásos kezelések stb.
- rekreációs központ: gyógymedencék, élményfürdők, pezsgőfürdők, jacuzzi, szauna stb.
- szépségközpont: fodrászat, manikűr, pedikűr, műkörömépítés, bioszolárium, kozmetológus, kozmetikus, testkozmetika stb.

## A wellness-szálloda magyarországi állami szabályozása
A wellness-szálloda a magyar törvényi szabályozásban 2003 óta létezik. Magyarországon az 54/2003. (VIII.29.) GKM rendelete szerint az a szálloda, amely megfelel a minimum háromcsillagos szállodákra előírt követelményeknek, az egyes szállodai szaktevékenységeket, illetőleg a szálloda által nyújtott szolgáltatásokat az erre vonatkozó szakképzettséggel rendelkező személyekkel látja el, az egészséges életvitelhez szükséges gasztronómiai, sport, relaxációs illetve wellness-szolgáltatásokat nyújt, valamint közösségi programlehetőségeket biztosít, továbbá megfelel a 2. melléklet I/F pontjában meghatározott, azaz következő feltételeknek:
1. A szálloda minimum 1 beltéri fürdőmedencével rendelkezik.
2. A szálloda rendelkezik minimum 2-féle szauna vagy gőzfürdő létesítménnyel.
3. A szálloda az arc-, test-, kéz-, láb- és hajápolási szolgáltatások közül legalább négyféle szépségápolási lehetőséget nyújt.
4. A szálloda legalább 6-féle masszázs, relaxációs és egyéb közérzetjavító – vizes és száraz – szolgáltatást kínál.
5. A szálloda gasztronómiai kínálatában szerepelnek a régióra jellemző, hagyományőrző magyar, továbbá reform- és vegetáriánus étel és italajánlatok.
6. A szálloda rendelkezik kardiogépekkel is felszerelt fitneszteremmel és sportedzővel, sportoktatóval vagy testnevelő tanárral.
7. A szálloda minimum 4-féle szabadidős sportolási vagy keleti mozgásprogramot kínál, és további minimum 1-féle aerobikjellegű tréninget.
8. A szálloda minimum 3-féle közösségi, kulturális, zenei, művészeti programlehetőséget nyújt, illetve folyamatosan ajánlja a környék nyújtotta lehetőségeket.
9. A szálloda a nappali és a délutáni műszakban rendelkezik legalább 1 fő wellness végzettségű vagy azzal egyenértékű végzettséggel rendelkező dolgozóval.

A wellness fogalma viszonylag újnak számít a gyógyászatban és a turizmusban is. A wellness turizmus olyan, az állandó lakóhelyen kívüli, ideiglenes tartózkodást jelent, amely során a turista célja az optimális egészségi állapot elérése, a testi, lelki és szellemi egyensúly megteremtése.

## Külső hivatkozások
- Wellness abc
- Az egészségturizmus marketingkoncepciója
- Wellnesshotel.lap.hu
- wellness adatbázis